# Phyllophaga cavata
Phyllophaga cavata är en skalbaggsart som beskrevs av Bates 1888. Phyllophaga cavata ingår i släktet Phyllophaga och familjen Melolonthidae. Inga underarter finns listade i Catalogue of Life.